# Frederick Roberts
Frederick Sleigh Roberts (ur. 30 września 1832, zm. 14 listopada 1914) – brytyjski wojskowy, marszałek polny, zmarły na początku I wojny światowej.
Odznaczony m.in.: Krzyżem Wiktorii, Orderem Podwiązki, Orderem Św. Patryka, Orderem Łaźni, Order of Merit, Orderem Gwiazdy Indii, Orderem Imperium Indyjskiego.